# Iván Sánchez (színművész)
Iván Sánchez  (Madrid, 1974. november 19. –) spanyol színész, modell.

## Élete és pályafutása
1974. november 19-én született. 2006-ban az Hospital Central című sorozatban játszott. 2011-ben a Dél királynője című telenovellában Santiago Fisterra szerepét játszotta.
2002-ben kapta első epizódszerepét a Periodistas akciósorozatban, ezt követte 2003-ban a London Streetben egy kisebb szerep. 2002-ben egy, 2003-ban két epizódban tűnt fel a Javier ya no vive solo vígjátéksorozatban. Szintén 2003-ban a spanyol Antena 3 csatorna El pantano drámasorozatában tűnt fel.
2004-ben a La sopa boba és a De moda sorozatokban szerepelt. A 2005-ös évben Rodrigo Leal szerepében volt látható az El auténtico Rodrigo Lealban.
2011-ben Kate del Castillo szerelmét, Santiago López Fisterra 'Gallego'-t személyesítette meg a Dél királynője kolumbiai telenovellában.
2006 és 2011 közt a Hospital Central Dr. Raúl Laráját alakította. 2011-től a Hispania, la leyendában volt látható.
2013-ban a Televisától kapott lehetőséget, Ximena Navarrete és William Levy szerelmét próbálta tönkretenni A vihar című telenovellában. 2014-ben a francia-német-amerikai alkotásban, a Crossing Linesban (Határtalanul) epizódszerepelt, Mateo Cruzt alakította, valamint Camila Sodi mellett kapott főszerepet a Señorita Pólvora című sorozatban.
Két gyermeke van: Jimena és Olivia.

## Filmográfia

### Telenovellák
- 2016 - Yago .... Yago Vila / Omar
- 2015 -Veronica aranya (Lo imperdonable) .... Martín San Telmo
- 2014 - Señorita Pólvora .... Miguel
- 2013 - A vihar (La tempestad) .... Hernán Saldaña
- 2012 - Imperium
- 2011 - Hispania, la leyenda.... Fabio
- 2011 - Dél királynője (La reina del sur).... Santiago Fisterra
- 2006-2011 - Hospital Central.... Dr. Raúl Lara
- 2006 - Con dos tacones.... Eduardo
- 2005 - El auténtico Rodrigo Leal - Rodrigo
- 2004 - De moda
- 2004 - La sopa boba.... Javier
- 2003 - Un paso adelante
- 2003 - Aquí no hay quien viva.... Fran
- 2003 - El comisario.... Dani
- 2003 - 7 vidas.....Raúl
- 2003 - Javier ya no vive solo
- 2003 - London Street
- 2003 - El pantano
- 2002 - Periodistas

### Filmek
- Culpa Tuya (2024)
- Culpa mía (2023)
- Cíclope (2010)
- Paco (2009)
- Enloquecidas (2008).... David
- El efecto Rubik (2006)
- Besos de gato (2003)

## Díjak és jelölések
People en Español-díj
| Év   | Kategória                 | Cím            | Eredmény |
| ---- | ------------------------- | -------------- | -------- |
| 2011 | Legjobb férfi felfedezett | Dél királynője | Jelölés  |
| 2013 | Legjobb férfi főgonosz    | A vihar        | Jelölés  |

TVyNovelas-díj
| Év   | Kategória              | Cím     | Eredmény |
| ---- | ---------------------- | ------- | -------- |
| 2014 | Legjobb férfi főgonosz | A vihar | Jelölés  |